# Ржаницын, Борис Александрович
Борис Александрович Ржани́цын (1904—1997) — советский учёный в области фундаментостроения, основоположник советской научной школы химического закрепления грунтов; инженер-гидрогеолог; заслуженный деятель науки и техники РСФСР (1965).

## Биография
Родился в июле 1904 года. Отец — Александр Александрович Ржаницын (1869—1939) был профессором Московского межевого института; мать — Мария Васильевна (1880—1947). В семье было ещё два сына: Владимир (1901—1968)) и Николай (1908—1989).
В 1931—1934 годах научный сотрудник ВНИИ инженерно-строительной гидротехники и инженерной гидрогеологии (Гидротехгеоинститут) Наркомата тяжелой промышленности СССР (Москва).
С 1934 года работал в ВОДГЕО (ВНИИ водоснабжения, канализации, гидротехнических сооружений и инженерной гидрологии), руководитель лаборатории.
В 1938 году без защиты диссертации присвоена степень кандидата химических наук, и тогда же утверждён в звании профессора. Преподавал в Московском институте инженеров транспорта Наркомата просвещения СССР.
Доктор технических наук (1947).
Похоронен на Новодевичьем кладбище.

## Научные труды
Основоположник советской научной школы химического закрепления грунтов, автор книг:
- Закрепление грунтов химическим способом / Инж. Б. А. Ржаницын; [Предисл.: Г. В. Богомолов]; НКТП СССР. Главстройпром. ВНИИ Водгео. — Москва; Ленинград: Онти. Глав. ред. строит. лит-ры, 1935. — 108 с.: ил.
- Способы закрепления грунтов и горных пород / инж. Б. А. Ржаницын; Моск. ин-т инж-ров ж.-д. транспорта им. И. В. Сталина. Фак-т тоннелей и метрополитенов. — М.: изд. и 1 тип. Трансжелдориздата, 1937. — Обл., 52 с.: ил.
- Силикатизация песчаных грунтов / Б. А. Ржаницын ; С предисл. чл.-кор. АН СССР проф. Н. М. Герсеванова. — М.: изд. и тип. Машстройиздата в Л., 1949. — 144 с.: ил.
- Химическое закрепление грунтов в строительстве. — М.: Стройиздат, 1986. — 263, [1] с. — (Надежность и качество)

Соавтор многих справочников, учебников и учебных пособий по строительству, в их числе:
- Смородинов М. И., Федоров Б. С., Ржаницын Б. А. Основания и фундаменты. — М.: Стройиздат, 1974. — 372 с.

## Награды и премии
- Сталинская премия третьей степени (1947) — за разработку и внедрение в строительство способа искусственного закрепления водонасыщенных песчаных грунтов
- заслуженный деятель науки и техники РСФСР (1965).